# Kościół św. Andrzeja Apostoła i św. Małgorzaty w Dmosinie
Kościół Świętego Andrzeja Apostoła i Świętej Małgorzaty – rzymskokatolicki kościół parafialny należący do dekanatu Głowno diecezji łowickiej.
Obecna murowana i orientowana świątynia została wzniesiona w 1728 roku. W 1761 roku została konsekrowana. W 1914 roku została zniszczona przez pożar, natomiast w 1918 roku została odbudowana. Oryginalnie była to budowla jednonawowa w stylu barokowym, następnie została rozbudowana i przekształcona w latach 1927-1928. Do istniejącej nawy głównej zostały dobudowane dwie nawy boczne. W świątyni znajdują się trzy ołtarze; w ołtarzu głównym jest umieszczony obraz Matki Bożej z Dzieciątkiem z XVIII wieku. W 1931 roku budowla została konsekrowana przez Wincentego Tymienieckiego, biskupa łódzkiego.